# Römisch-katholische Kirche in der Karibik

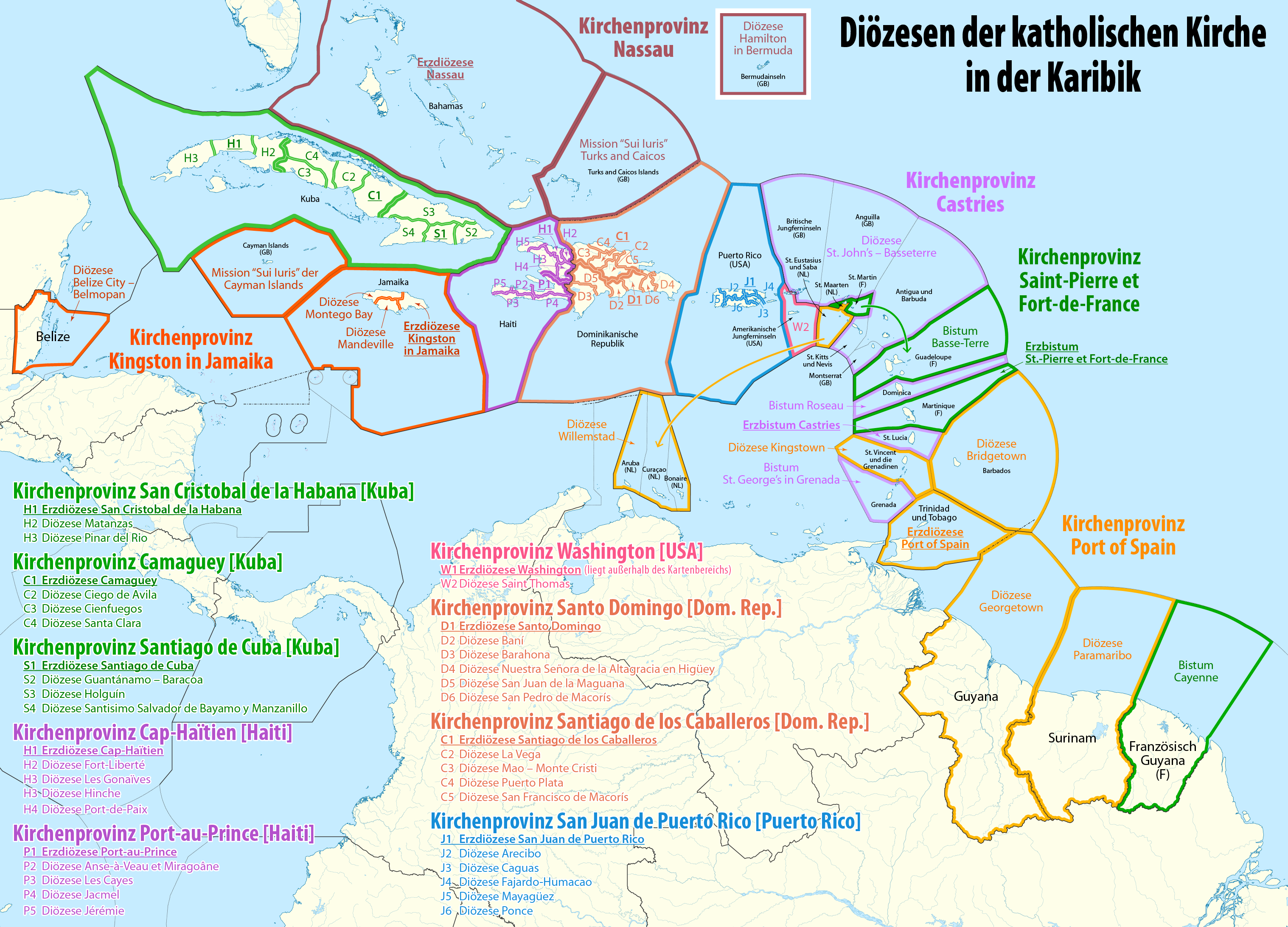
Karte der Kirchenprovinzen und Diözesen der katholischen Kirche in der Karibik

Unter römisch-katholischer Kirche in der Karibik versteht man innerhalb der römisch-katholischen Kirche eine zusammenfassende Gruppe der Diözesen einiger karibischer Inselstaaten und der südamerikanischen Kolonien. Diese bilden zusammen die 1957 gegründete Bischofskonferenz der Antillen (englisch Antilles Episcopal Conference – AEC). Im weiteren geographischen Sinne gehören zur römisch-katholischen Kirche in der Karibik auch noch die Bischofskonferenzen der Dominikanischen Republik sowie von Haiti, Kuba und Puerto Rico.

## Geschichte

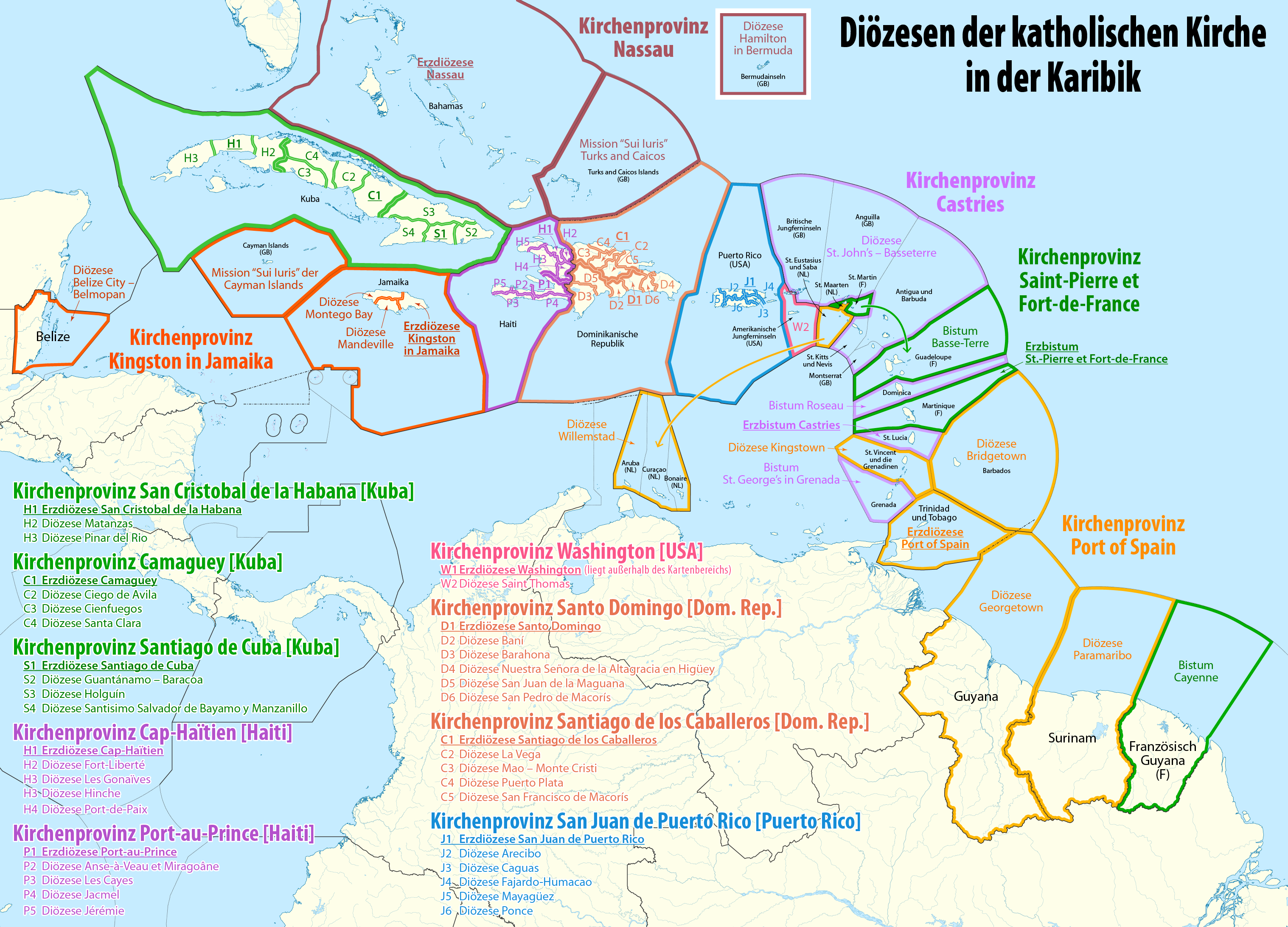
Kirchenprovinzen und Diözesen der katholischen Kirche in der Karibik

Die katholische Kirche in der Karibik ist in ihrer eigenständigen Geschichte noch eine junge Kirche: Mit Christoph Kolumbus kam auch das Christentum, genauer gesagt die Katholische Kirche in die Karibik. Stets von Europa abhängig, war es das Missionsfeld der Dominikaner, Franziskaner und Jesuiten. Da die Kolonialisten vorrangig ihren Profit im Auge hatten, war es für die Missionare schwer sich gegen diese durchzusetzen. Standen sie im Wege oder sprachen sie unangenehme Worte, so wurden sie sogleich zum Schweigen gebracht, auch mit Gewalt.
Ihren ersten eigenen Sprengel erhielt die Karibik mit der Apostolischen Präfektur Französisch-Guayana-Cayenne, welche 1651 errichtet wurde. Dieser folgte  1752 eine zweite mit der Apostolischen Präfektur Curaçao. Erst mit dem Beginn des 19. Jahrhunderts begann eine zunehmende Entwicklung der kirchlichen Territorialstrukturen. Mit dem Breve „Ex munere pastoralis“ vom 10. Januar 1837 errichtete Papst Gregor XVI. das Apostolische Vikariat Jamaika. Zusammen mit dem im selben Jahr errichteten Apostolischen Vikariat British Guiana und dem schon 1818 errichteten Apostolischen Vikariat Trinidad, das auch die Windward Islands umfasste, gab es fortan drei Vikariate für die British West Indies. Insgesamt wurden zwischen 1818 und 1850 acht sowie zwischen 1929 und 1967 fünf neue Jurisdiktionsbereiche errichtet.
Obwohl die Kirche der Karibik bis heute auf Missionare angewiesen ist, so begann sich doch in den Jahren nach 1950 eine innere Stabilisierung abzuzeichnen, welches ihren Ausdruck in Berufungen zum Priester- und Ordensleben aus den Reihen der Einheimischen findet. Dies führte dazu, dass die Apostolischen Präfekturen und Apostolischen Vikariate in den Jahren nach dem Zweiten Vatikanum nach und nach zu selbstständig und lebensfähigen Bistümern erhoben wurden. Seit 1971 kam es zur Gründung von vier weiteren Bistümern; zudem wurden 1984 und 2000 zwei Missionen sui iuris errichtet.

## Organisation und Besonderheiten
Da die Inseln der Karibik zum Teil recht klein sind, erstrecken sich einige Bistümer über mehrere Staaten. Dies ist für die Katholische Kirche recht ungewöhnlich, versucht sie doch ihre kirchlichen Grenzen mit denen der Staaten in Deckungsgleichheit zu bringen. Die 21 Bistümer sind in 5 Kirchenprovinzen organisiert, welche zusammen 484 Pfarreien für 2.183.000 Gläubige unterhalten. In ihnen leben und arbeiten 291 Diözesanpriester, 348 Ordenspriester und 1.099 Ordensschwestern. Stammen die Diözesanpriester gewöhnlich aus der Karibik selbst, so sind doch zahlreiche Ordenspriester und -schwestern aus dem Ausland.
Die Priester und Ordensschwestern der finanziell schwachen Kirche in der Karibik tragen normalerweise keine Ordenstracht oder geistliche Kleidung. 
Die Kirchen sind zumeist in einem klassischen Stil und die Gottesdienste farben- und sangesfroh.

## Territoriale Gliederung
Die karibischen Kirchenprovinzen sind:
1. Castries
2. Fort-de-France
3. Kingston in Jamaica
4. Nassau (Bahamas)
5. Port of Spain

Liste der Bistümer nach Kirchenprovinz und Staat
Erzbistümer (Sitze der Kirchenprovinzen) sind fett markiert.
| Name der Diözese                          | Sitz der Diözese (Stadt) | Staat(en) der Diözese                                                                           | Weblink |
| ----------------------------------------- | ------------------------ | ----------------------------------------------------------------------------------------------- | ------- |
| Erzbistum Castries                        | Castries                 | St. Lucia                                                                                       |         |
| Bistum Roseau                             | Roseau                   | Dominica                                                                                        |         |
| Bistum Saint George’s in Grenada          | St. George’s             | Grenada                                                                                         |         |
| Bistum Saint John’s-Basseterre            | Saint John’s             | Antigua und Barbuda, St. Kitts und Nevis Montserrat, Anguilla, Britische Jungferninseln (zu UK) |         |
| Erzbistum Saint-Pierre et Fort-de-France  | Fort-de-France           | Martinique (zu Frankreich)                                                                      |         |
| Bistum Basse-Terre                        | Basse-Terre              | Guadeloupe, Saint-Martin (Nordteil), Saint-Barthélemy (alle zu Frankreich)                      |         |
| Bistum Cayenne                            | Cayenne                  | Französisch-Guayana (zu Frankreich)                                                             |         |
| Erzbistum Kingston in Jamaika             | Kingston                 | Jamaika                                                                                         |         |
| Bistum Belize City-Belmopan               | Belize City              | Belize                                                                                          |         |
| Mission sui juris Kaimaninseln            | George Town              | Cayman Islands (zu UK)                                                                          |         |
| Bistum Mandeville                         | Mandeville               | Jamaika                                                                                         |         |
| Bistum Montego Bay                        | Montego Bay              | Jamaika                                                                                         |         |
| Erzbistum Nassau                          | Nassau                   | Bahamas                                                                                         |         |
| Bistum Hamilton in Bermuda                | Hamilton                 | Bermuda (zu UK)                                                                                 |         |
| Mission sui juris Turks- und Caicosinseln | Cockburn Town            | Turks- und Caicosinseln (zu UK)                                                                 |         |
| Erzbistum Port of Spain                   | Port of Spain            | Trinidad und Tobago                                                                             |         |
| Bistum Bridgetown                         | Bridgetown               | Barbados                                                                                        |         |
| Bistum Georgetown                         | Georgetown               | Guyana                                                                                          |         |
| Bistum Kingstown                          | Kingstown                | St. Vincent und die Grenadinen                                                                  |         |
| Bistum Paramaribo                         | Paramaribo               | Suriname                                                                                        |         |
| Bistum Willemstad                         | Willemstad               | Aruba, Curaçao, Sint Maarten (Südteil) Bonaire, Saba und Sint Eustatius (zu den Niederlanden)   |         |
| (Erzbistum Washington)                    | Washington               | Vereinigte Staaten                                                                              |         |
| Bistum Saint Thomas (Beobachterstatus)    | Charlotte Amalie         | Amerikanische Jungferninseln (zu den USA)                                                       |         |